# Ajaccio
Ajaccio (francuski: Ajaccio; korzički: Aiacciu), je grad (općina) u Francuskoj. On je glavno upravno središte Korzike i prefektura departmana Corse-du-Sud.

## Porijeklo imena
Postoji više teorija o etimologiji imena Ajaccio. Najpopularnija teorija je da je grad osnovao legendarni grčki junak Ajant (Ajax) koji je gradu dao svoje ime. Druga objašnjenja su puno realističnija. Npr. ime Ajaccio se može povezati s toskanskim agghiacciu (ograđeni prostor za ovce). Drugo objašnjenje daju bizantinski izvori iz oko 600. godine, gdje se grad naziva Agiation, što pretpostavlja grčko porijeklo, riječ 'agathe' znači "dobra sreća ili "dobro pristanište" ( isti je korijen i u imenu grada Agdea).

## Povijest
Grad nije spomenuo grčki geograf Ptolomej iz Aleksandrije u 2. stoljeću, ali je spomenuo susjedni Ourkinion u Cinarci. Smatra se da se u tom vremeno grad Ajaccio tek počeo razvijati. Smatra se da je u to vrijeme postojala rimska luka ovdje. Nedavna istraživanja su otkrila i neke ranokršćanske predmete. Grad je ipak najpoznatiji kao sjedište jedne dijeceze, koju je spomenuo papa Grgur I. Veliki, 591. godine. Grad se tada nalazio sjevernije nego danas, na mjestu današnjih četvrti Castel Vecchio i Sainte-Lucie.
Kao i kod većine drugih obalnih korzičkih mjesta u 8. stoljeću, stanovništvo naglo opada i grad praktički nestaje. Ipak, smatra se da je 1492. ovdje postojao jedan dvorac i katedrala, koja je kasnije srušena 1748.
Krajem 15. stoljeća, Đenovljani su ponovno izgradili grad, kako bi učvrstili svoju dominaciju na jugu otoka. Više je mjesta bilo u izboru za ovu lokaciju, prvo Parata (koja je ocijenjena kao previše izložena vjetrovima), pa stari grad (koji je ocijenjen nezdravim), pa je na kraju izabrana Punta della Lechia. Radovi su počeli 12. travnja 1492. Grad se brzo razvio i postao glavno mjesto pokrajine Au Delà Des Monts (više-manje, današnje Corse-du-Sud), Bastia je ostala glavni grad otoka. Grad je isprva bio mjesto kojeg su naseljavali samo Đenovljani, te se slabo otvarao Korzikancima.
Ajaccio su Francuzi okupirali od 1553. do 1559. godine, a definitivno je postao dio Francuske 1768. Grad je još dodatno izgrađen za vrijeme Napoleona. Tijekom 19. i 20. stoljeća, grad je postao najnaseljenije mjesto na otoku. U 19. stoljeću, Ajaccio je postao vrlo omiljeno zimsko odredište visokog društva, pogotovo engleskog, kao i Monaco, Cannes i Nica. Čak je izgrađena i anglikanska crkva. 8. listopada 1943. godine, Ajaccio je postao prvi francuski grad, koji je oslobođen od njemačkih osvajača.

## Politika
Grad je ostao (s određenim stankama) bonapartistička izborna tvrđava, sve do lokalnih izbora 2001. Tada je općinom zavladala koalicija lijevih stranaka: socijaldemokrata, komunista i Charlesa Napoléona, pretendanta na carsko prijestolje.

## Zemljopis
Ajaccio se nalazi na zapadnoj obali Korzike, uz Ajaccijanski zaljev. Grad se nalazi na sjevernoj obali zaljeva između Gavrone i otočja Sanguinaires. Najviša točka je 790 metara. Grad se nalazi 210 nutičkih milja od Marseillea.

## Gospodarstvo
Najviše je ljudi zapošljeno u tercijarnom sektoru. Ajaccio je upravno i trgovačko središte. Snažno je zastupljen turizam i ribolov. Industrija je također u manjem broju prisutna, najviše se proizvode cigare, makaroni i sl. Glavni izvozni proizvodi su : drvo, limuni, kože, kesteni itd. Luka je vrlo prometna i pogodna za velike brodove.

## Uprava
Ajaccio je imao sljedeće statuse:
- glavno mjesto distrikta departmana Korzika, od 1790. do 1793.;
- glavno mjesto departmana Liamone, od 1793. do 1811.;
- glavno mjesto departmana Korzika, od 1811. do 1975.;
- glavno mjesto regije Korzika, od 1970., i departmana Corse-du-Sud, od 1976.

Ajaccio je glavno mjesto sedam kantna:
- 1. kanton Ajaccia (8 891 stanovnika);
- 2. kanton Ajaccia (2 675 stanovnika);
- 3. kanton Ajaccia (7 566 stanovnika);
- 4. kanton Ajaccia (5 372 stanovnika);
- 5. kanton Ajaccia (7 989 stanovnika);
- 6. kanton Ajaccia (17 579 stanovnika);
- 7. kanton Ajaccia se sastoji od jednog njegovog dijela i općina Afa, Alata, Appietto, Bastelicaccia i Villanova (11 547 stanovnika);

Od prosinca 2001. godine, Ajaccio ima vlastitu aglomerizacijsku zajednicu Communauté d'Agglomération du Pays Ajaccien (CAPA) s devet drugih općina (Afa, Alata, Appietto, Cuttoli Corticchiato, Peri, Sarrola Carcopino, Tavaco, Valle di Mezzana i Villanova).

## Prijevoz
Ajaccio opslužuje zračna luka Campo dell'Oro.

## Stanovništvo
| 1962.                  | 1968. | 1975. | 1982. | 1990. | 1999. |
| ---------------------- | ----- | ----- | ----- | ----- | ----- |
| 33642                  | 43438 | 49065 | 54089 | 58949 | 52880 |
| Popisi od 1962. godine |       |       |       |       |       |

## Šport
U Ajacciu djeluju nogometni klubovi AC Ajaccio i Gazélec Ajaccio.

## Poznate osobe
- Joseph Fesch, Napoleonov ujak, kardinal i senator (1763. – 1839.)
- Félix Pascal Bacciochi, princ Lucce i Piombina (1762-1841) muž Élise Bonaparte, Napoleonove sestre.
- Charles Bonaparte (1746-1785) Napoleonov otac.
- Maria-Letizia Bonaparte (1749-1836) Napoleonova majka
- Joseph Bonaparte (1768-1844) Napoleonov brat i kralj Napulja
- Napoléon Bonaparte, francuski vladar od 1804 do 1815. (1769. – 1821.)

Knjige često navode Ajaccio kao grad u kojem se rodio Napoleon, ali mala općina u Finistèreu, Sainte-Sève, se također hvali kao mjesto gdje je rođen Napoleon.
- Lucien Bonaparte (1775-1840) Napoleonov brat i princ Canina.
- Marie-Anne Bonaparte, ili Élisa (1777-1820) Napoleonova sestra i princeza Lucce i Piombina.
- Louis Bonaparte (1778-1846) Napoleonov brat i kralj Holandije.
- Marie-Paulette Bonaparte, ili Pauline (1780-1825) Napoleonova sestra i Borgheška princeza.
- Marie-Annonciade Bonaparte, ili Caroline (1782-1839) Napoleonova sestra i kraljica Dviju Sicilija.
- Jérôme Napoléon Bonaparte, (1784-1860) Napoleonov brat i kralj Vestfalije.

- Philippe Antoine, grof Ornanoa (1784-1863) Napoleonov rođak i jedan od njegovih generala, Napoléon III. ga je uzdigao na čin maršala.
- François Coty, Joseph Marie François Spoturno ili François Coty (Ajaccio, 3. svibnja 1874. - Louveciennes, 25. srpnja 1934.), industrijalac i francuski političar, jedan od najbogatijih ljudi svoga vremena, izumitelj formule slavnog Chanel N° 5.
- Tino Rossi, pjevač (1907. – 1983.)
- Achille Peretti, političar (1911. – 1983.)
- Paul Vecchiali, filmaš, rođen 1930.-
- Alizée, pjevačica, rođena 1984.
- Adolphe Landry, političar, demograf i ekonomist (1874. – 1956.).
- Danielle Casanova, militantna komunistica i junakinja Pokreta Otpora  (1909. – 1943.). D
- Fred Scamaroni, član pokreta otpora (1909. – 1943.).

## Vanjske poveznice
- Službena stranica grada
- Ajaccio po noći  Arhivirana inačica izvorne stranice od 31. siječnja 2019. (Wayback Machine)
- Insee
- Službena turistička stranica

|  | Portal Francuske – Pristup člancima s tematikom o Francuskoj. |